# Ривара (Торино)
Ривара (итал. Rivara) је насеље у Италији у округу Торино, региону Пијемонт.
Према процени из 2011. у насељу је живело 2115 становника. Насеље се налази на надморској висини од 319 м.

## Становништво
Према резултатима пописа становништва 2011. у општини је живело 2.666 становника.
| 1931. | 1936. | 1951. | 1961. | 1971. | 1981. | 1991. | 2001. | 2011. |
| ----- | ----- | ----- | ----- | ----- | ----- | ----- | ----- | ----- |
| 1.672 | 1.690 | 1.757 | 2.145 | 2.618 | 2.675 | 2.509 | 2.687 | 2.666 |